# Veronica jovellanoides
Veronica jovellanoides, conocida comúnmente como verónica de río, es una planta con flores amenazada de la familia Plantaginaceae. Es endémica de Nueva Zelanda, donde sólo se conocen tres plantas en estado silvestre. Todas se encuentran en la Reserva Ernest Morgan, un bosque de 20 hectáreas al noroeste de Auckland. Su descubrimiento se atribuye al propietario de un vivero jubilado, Geoff Davidson, que organizó la protección del terreno unas décadas antes y la encontró por casualidad en un paseo en noviembre de 2007.
V. jovellanoides tiene un hábito de crecimiento postrado, formando grandes matas de 2 a 3 m (6,6 a 9,8 pies) en el suelo, y largos tallos con pequeñas hojas en forma de espátula. La floración comienza en primavera (de septiembre a noviembre en Nueva Zelanda), produciendo pequeñas flores blancas de cuatro pétalos que tienen un anillo púrpura alrededor de sus gargantas; la sección interior y más central de la flor. Una vez polinizadas, se convierten en pequeñas semillas marrones que son dispersadas por el viento.

## Descripción
La Veronica jovellanoides es una planta rastrera que forma una alfombra de 2 a 3 m de diámetro. Tiene tallos decumbentes de 2 m (6,6 pies) de largo, de color marrón rojizo, que están cubiertos de muchos pelos diminutos y echan raíces en nudos separados entre sí de 5 a 30 mm (0,20 a 1,2 pulgadas). Aunque puede cubrir una gran superficie, crece postrada y sólo alcanza una altura de 5 centímetros. Tiene hojas espatuladas de 3,5 a 11 mm por 4,5 a 12 mm, de color verde por encima y verde más pálido por debajo. Las hojas también pueden crecer unas encima de otras, tienen márgenes rojizos y están suspendidas de pecíolos muy vellosos de 2 a 10 mm de longitud. Además, las hojas son peludas y dentadas, con tres a cinco pares de dientes en cada lado.
La floración tiene lugar de octubre a diciembre y produce una flor blanca que tiene una corola de cuatro lóbulos (cuatro pétalos) y un anillo púrpura alrededor de la garganta; el anillo sirve de guía de néctar para los polinizadores. La flor mide de 10 a 12 mm de diámetro y la garganta es de color amarillo verdoso. Cada inflorescencia se compone de hasta siete flores que crecen en una estructura en forma de racimo formada por un pedúnculo de 15 a 25 mm de longitud y un raquis de 20 a 30 mm. El polen es emitido por un estambre formado por un filamento de 4,0 a 4,5 mm de largo y una antera rosa de 0,8 a 1,0 mm de largo, cuya polinización es favorecida por un disco nectario glabro.

La fructificación tiene lugar de diciembre a febrero y produce semillas de color marrón pálido de 1,2 a 1,8 mm por 1 a 1,4 mm. Las cápsulas de 3,2 a 6,0 mm (0,13 a 0,24 pulgadas) por 3,5 a 5,5 mm (0,14 a 0,22 pulgadas) de color marrón pálido se abren al mojarse, revelando la semilla de color similar y profundamente aplanada. Hay de seis a diez semillas por lóculo, dentro del ovario glabro de 0,6 a 0,8 mm de longitud. V. jovellanoides tiene 20 pares de cromosomas.

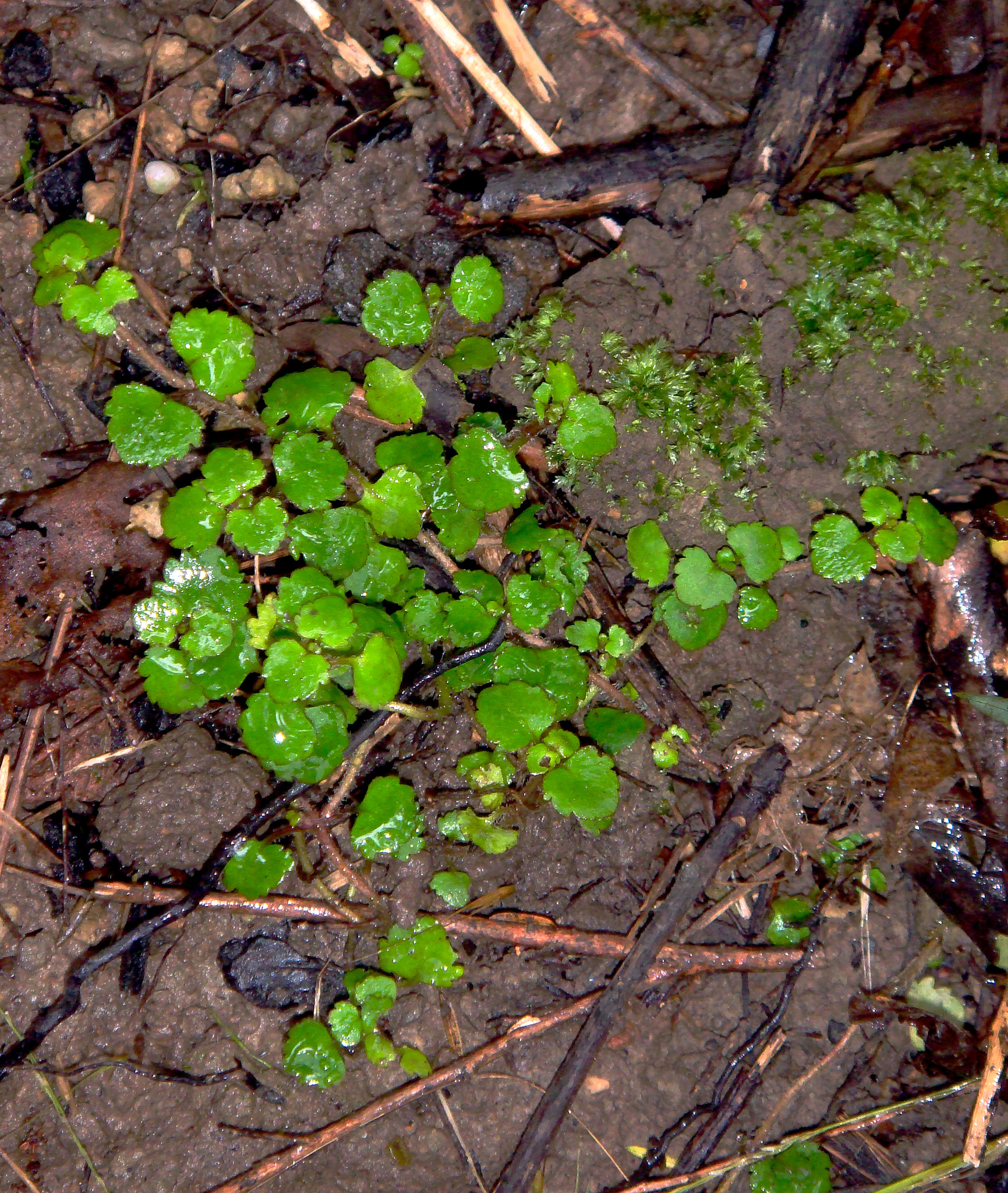
Hojas
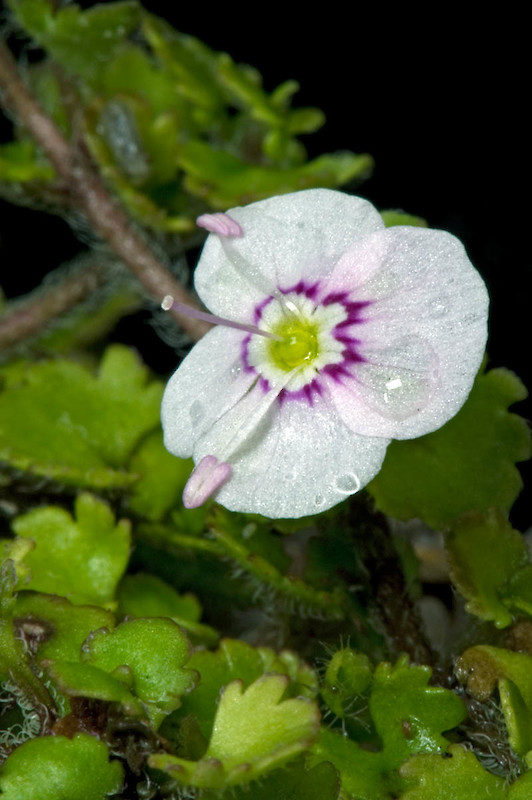
Un primer plano de la flor
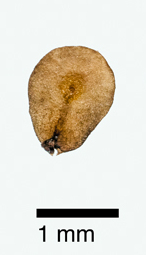
Semillas

## Taxonomía

### Descubrimiento y denominación
La Veronica jovellanoides fue descubierta en noviembre de 2007 por Geoff Davidson, propietario de un vivero local y fideicomisario del NZ Native Forests Restoration Trust, cuando la encontró creciendo en la Reserva Ernest Morgan durante un paseo con la responsable de campo (del NZFRT) Sharon Graham. Al principio la confundió con Jovellana repens, pero le extrañó que la reserva estuviera fuera de su área de distribución geográfica, así que cogió un esqueje y lo cultivó. Peter de Lange, botánico neozelandés, sugirió tras ver la planta en el vivero de Davidson que pertenecía al género Veronica. Se consultó a un experto en Hebe neozelandés y géneros afines, Phil Garnock-Jones, y se descubrió que se trataba de una especie nueva para la ciencia. Davidson, de Lange y Garnock-Jones publicaron sus hallazgos en el New Zealand Journal of Botany (NZJB) en 2009. En 2010 Peter de Lange trasladó la especie al género Parahebe porque muchos botánicos creían que debía estar separada de Veronica, aunque el consenso científico más reciente entre los botánicos es que Parahebe, junto con muchos géneros similares, debe fusionarse con Veronica.
V. jovellanoides no se parece a otras especies del género Veronica, siendo muy distintiva. Las especies del hemisferio norte comparten su hábito de crecimiento herbáceo rastrero, pero las de Nueva Zelanda comparten su: corola de tubo corto; garganta verde amarillenta; anillo magenta; y hojas en forma de espátula. Sin embargo, casi todas estas últimas especies tienen pliegues en los lóbulos laterales de sus flores, de los que carece V. jovellanoides. Los tres miembros de este clado que carecen de pliegues no son totalmente similares desde el punto de vista morfológico. V. spathulata, por ejemplo, comparte su falta de pliegues y también tiene hojas en forma de espátula, pero tiene flores diferentes y es por lo demás diferente. Estas características, o la falta de ellas, argumentaron, sugieren que divergió temprano del clado Parahebe, una idea apoyada por un análisis genético entonces no publicado.Este análisis fue publicado en el NZJB en 2013 y en él concluyeron que los 20 pares de cromosomas de V. jovellanoides eran inusuales dadas las muy pocas especies relacionadas que compartían el número.

### Etimología
El epíteto específico jovellanoides se debe a su similitud con Jovellana repens, con la que se confundió en un principio. El nombre común Riverhead speedwell se debe a la plantación de pinos Riverhead, un lugar de recreo popular entre los habitantes de Auckland, situado cerca de la reserva Ernest Morgan.
Los botánicos dieron a V. jovellanoides el apodo de "Bamboozle", que significa confundir o despistar, debido a su naturaleza escurridiza. Al intentar encontrar de nuevo la planta tras su descubrimiento, cuatro personas buscaron en la reserva durante 80 horas sin localizarla. Sólo cuando 40 miembros de la Sociedad Botánica de Auckland caminaron juntos en fila encontraron una parcela.

## Distribución y hábitat

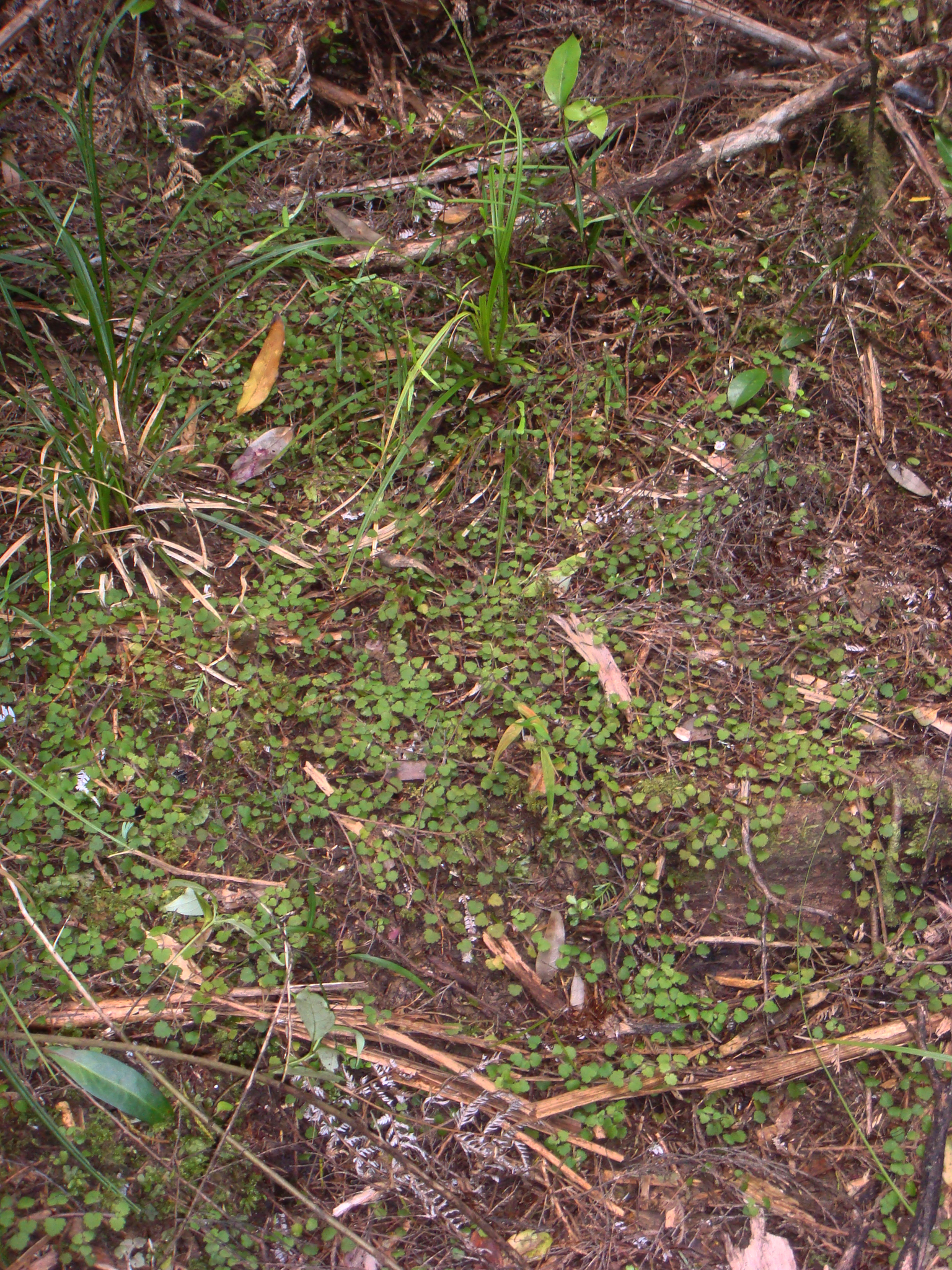
El hábito de crecimiento

V. jovellanoides es endémica de Nueva Zelanda y sólo se da (en 2009) en la parte alta de la Isla Norte, en la Reserva Ernest Morgan, al noroeste de Auckland. La reserva de 20 ha (49 acres) se formó en 1985, cuando el terreno fue comprado a los propietarios por una combinación del NZ Native Forests Restoration Trust, la Autoridad Regional de Auckland y el Queen Elizabeth II National Trust (que fueron elegidos para administrarla).
Sólo se conocen tres plantas en estado silvestre, todas ellas en una superficie de 6 m² a 35 m sobre el nivel del mar, que crecen en un banco de arcilla húmedo y sombreado entre helechos, musgos y hepáticas. La reserva está delimitada por el arroyo Ararimu, utilizado por los maoríes como ruta entre los puertos de Waitemata y Kaipara. Contiene diversos tipos de bosque, como el bosque ribereño de podocarpos y el bosque sucesional, además de otras plantas relativamente raras. Entre los árboles más grandes se encuentran: Dacrycarpus dacrydioides (Kahikatea), Prumnopitys taxifolia (Mataī) y Podocarpus totara var. totara, mientras que Kunzea aff. ericoides (Kānuka) domina el bosque sucesional. Otras especies incluyen Phyllocladus trichomanoides (Tanekaha) y algunos juveniles de Agathis australis (Kauri).
Los tres ejemplares silvestres conocidos crecen en asociación con Uncinia banksii, U. uncinata, Nertera dichondrifolia, Clematis paniculata, Parsonsia heterophylla, Monoclea forsteril, Leiomitria lanata y Freycinetia banksii. También se encontraron en la zona numerosos líquenes y briófitos, entre ellos: Achrophyllum dentatum, Balantiopsis diplophylla, Bazzania adnexa, Heteroscyphus cunestipulis, Lembidium nutans, Leiomitria lanata, Monoclea forsteri, Paracromastigium furcifolium, Pendulothecium auriculatum, Pyrrhobryum bifarium, Pseudocyphellaria dissimilis, P. multifida, Trichocolea mollisima y Sticta lacera.

## Cultivo
V. jovellanoides se cultiva fácilmente tanto a partir de piezas enraizadas como de esquejes de tallo, pero el cultivo a partir de semillas no se ha probado hasta 2009. Se ha observado que las plantas cultivadas en Wellington son muy susceptibles a un mildiú polvoriento, aunque en el vivero de Davidson en Auckland, donde otras plantas cercanas estaban siendo afectadas por un mildiú, V. jovellanoides no lo estaba. A finales del verano (febrero en Nueva Zelanda) y en otoño (de marzo a mayo) se ha registrado que se marchita y se vuelve más difícil de mantener en general. Crece mejor en un lugar soleado con sólo un poco de sombra y con algunos guijarros de escoria o un material arenoso similar.